# Coptotettix korbensis
Coptotettix korbensis is een rechtvleugelig insect uit de familie doornsprinkhanen (Tetrigidae). De wetenschappelijke naam van deze soort is voor het eerst geldig gepubliceerd in 2017 door Gupta en Chandra.